# کلید چرخشی

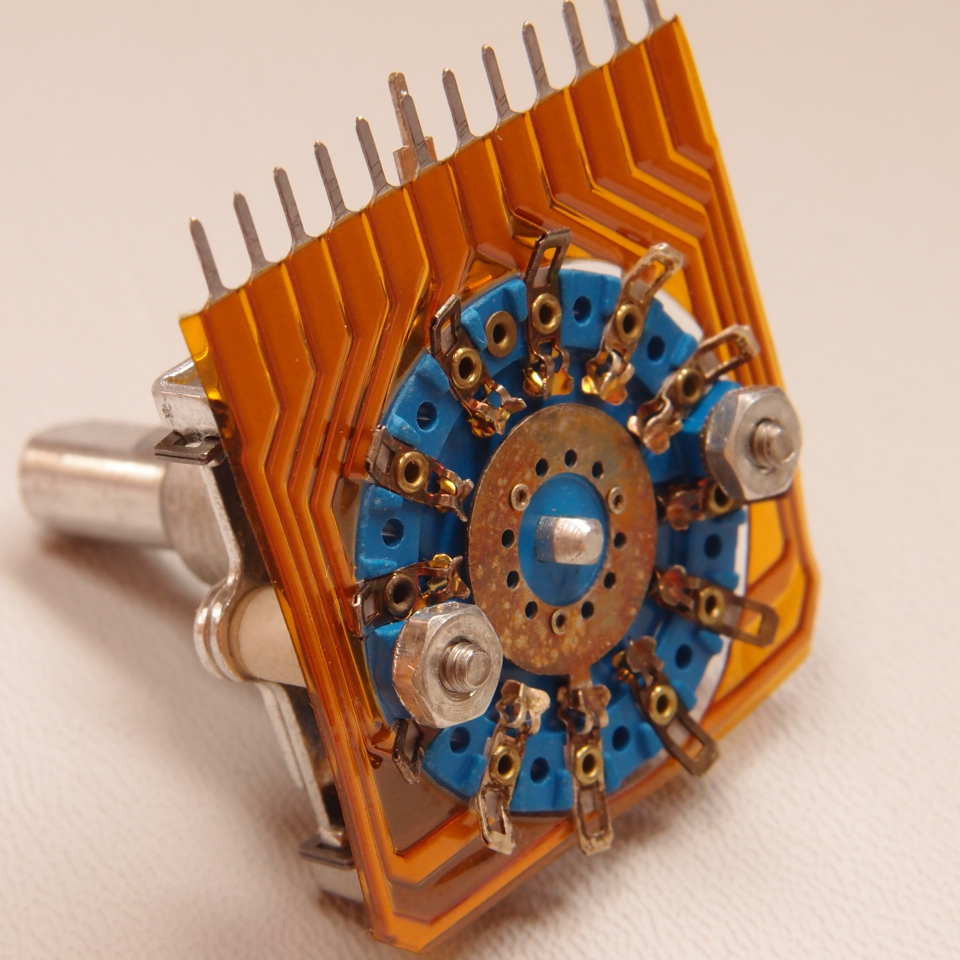
نمای درونی یک کلید ۱۲ حالته

کلید چرخشی (انگلیسی: Rotary switch) این نوع کلید با چرخش عمل می‌کند.  اغلب زمانی که بیش از دو حالت مورد نیاز باشد، نظیر بادبزن سه سرعته یا رادیوی چند کاناله از آن استفاده می‌شود.